# Bombus crotchii
Bombus crotchii, comúnmente llamado abejorro de Crotch, es una especie de abejorro que lleva el nombre del entomólogo George Robert Crotch. Está clasificado como en peligro de extinción debido a los impactos de los pesticidas, el cambio climático y el desarrollo humano.

## Descripción
El abejorro de Crotch se caracteriza por ser una especie de longitud corta o mediana de lengua. Esta especie podría confundirse con Bombus caliginosus, Bombus occidentalis y Bombus vandykei, ya que tienen apariencias similares al abejorro de Crotch. Los machos de B. crotchii generalmente están presentes de mayo a septiembre y su pico se produce en julio. Las obreras de esta especie están activas de abril a agosto y las abejas reinas están activas solo dos meses de marzo a mayo; el pico de actividad de las obreras se da entre mayo y junio, mientras que las reinas alcanzan su máxima actividad en abril. Todas las abejas de esta especie tienen una cara cuadrada y un tobillo redondeado en la mitad de la pata. Los segmentos del abdomen del abejorro están numerados T1-T6.
Las reinas y las obreras (hembras) tienen la cabeza y la cara negras, y muestran un color negro en la parte media e inferior del tórax y entre las bases de las alas. T1 es todo negro o negro en la parte media; T2 suele ser amarillo y, a veces, negro en la parte media. Los segmentos T3 a T5 son de color negro o naranja y T6 muestra coloración negra. Las reinas y las obreras tienen una apariencia similar, con la principal diferencia en su longitud: las reinas miden 23-24 mm de largo y las obreras miden 14-18 mm de largo.
Los zánganos (machos) tienen una apariencia ligeramente diferente a la de las reinas y las obreras. Muestran vellosidad amarilla en la cara y una raya negra en la mitad del tórax. El frente del abdomen del zángano debe tener una coloración amarilla, y se espera que el resto del abdomen sea predominantemente negro y rojo. Los abdómenes masculinos son más cortos en comparación con los abdómenes de las hembras y de la reina.

## Hábitat
Esta especie vive principalmente en California en los Estados Unidos; las regiones habitadas del estado incluyen la región mediterránea, la costa del Pacífico, el desierto occidental, el gran valle y las estribaciones del suroeste. El abejorro de Crotch existe pero es poco común en Baja California, México. Se avistó por primera vez en Nevada en 2003 en el condado de Clark. Las investigaciones encontraron el abejorro en las montañas Spring en el sur de Nevada durante investigaciones sobre la ecología de polinizadores. Sin embargo, la mayoría de las observaciones de esta especie ocurren en el sur de California en áreas costeras. Se desconoce el hábitat de hibernación de este abejorro, pero se cree que tienen comportamientos similares a otros abejorros a este respecto, hibernando bajo la hojarasca o suelo blando.
El abejorro de Crotch habita en áreas de herbazales y matorrales, lo que requiere un ambiente más cálido y seco que otras especies de abejorros, y solo puede tolerar una gama muy limitada de condiciones climáticas. El abejorro de Crotch anida bajo tierra, a menudo en madrigueras abandonadas de roedores. Es una especie no migratoria de abejorro.

## Dieta
Sus plantas alimenticias incluyen Asclepias, Chaenactis, lupinos, Medicago, Phacelia y salvias. También se alimenta de boca de dragón, Clarkia, amapolas y trigo sarraceno silvestre. Debido al papel de los abejorros como polinizadores, las mariposas monarca se benefician de esta situación. Debido a la amplia gama de plantas hospedantes visitadas por el abejorro de Crotch, se caracteriza por ser un generalista dietético.

## Conservación
El abejorro de Crotch es una especie en peligro de extinción que fue evaluada por última vez por la UICN en abril de 2014. En 2019, el estado global de la especie se catalogó como en peligro. La justificación proporcionada fue la siguiente: «Esta especie tiene una extensión de rango modesta y dentro de eso, está restringida a un rango climático muy limitado. Las observaciones desde 2008 indican una retracción de la parte norte de su área de distribución. La abundancia relativa también ha disminuido».
Su área de distribución actual se estima en 144.003 km2. Este abejorro alguna vez fue común en el Valle Central de California, pero ahora escasea en esa área. The Xerces Society informó en 2019 una disminución relativa de la abundancia del 98% durante la última década; el grupo también ha estimado una disminución del 80% en la persistencia relativa del abejorro en su área de distribución durante este tiempo. Las regiones dentro del rango de abejorros de Crotch han experimentado urbanización y agricultura intensiva, eventos que se cree que han contribuido al declive de la especie. Otro tema destacado para esta especie de abejorro es el del cambio climático; como se indicó anteriormente, esta especie es una especialista climática importante en comparación con otros abejorros, por lo que el cambio climático y la creciente aridez son amenazas importantes para el abejorro de Crotch. Además, los insecticidas son problemáticos para la salud de B. crotchii, especialmente los neonicotinoides, que se aplican con mucha frecuencia. La toxicidad de estos tipos de pesticidas para los abejorros dura varios meses, lo que significa que los impactos negativos se pueden observar a largo plazo. La endogamia probablemente también se está volviendo problemática, especialmente porque las poblaciones de B. crotchii continúan disminuyendo.